# All Hope Is Gone
| Recensione           | Giudizio |
| -------------------- | -------- |
| About.com            |          |
| AllMusic             |          |
| Billboard            |          |
| Blabbermouth.net     | 7.5/10   |
| Entertainment Weekly | B+       |
| The Guardian         |          |
| Hot Press            |          |
| IGN                  | 8.1/10   |
| Kerrang!             |          |
| Spin                 |          |

All Hope Is Gone è il quarto album in studio del gruppo musicale statunitense Slipknot, pubblicato il 26 agosto 2008 dalla Roadrunner Records.
Si tratta dell'ultimo album in studio registrato insieme al bassista Paul Gray, scomparso nel 2010, e al batterista Joey Jordison, uscito dal gruppo nel 2013.

## Descrizione
Il brano che dà il titolo all'album è quello di chiusura. È stato pubblicato solo per un giorno il 20 giugno del 2008 sul sito ufficiale del gruppo in download gratuito, per poi essere stato pubblicato sull'iTunes Store tre giorni più tardi. In una intervista su Kerrang! il batterista Joey Jordison ha rivelato che All Hope Is Gone è la vera collaborazione all'interno del gruppo, nonché una delle ultime composte per l'album:
Riguardo la composizione del brano, Jordison disse: «Un sacco di riff per i versi cambiano in riff che Paul scrisse anni fa, prima di entrare negli Slipknot. Divertente vedere come certe cose non muoiano. Mick si è scatenato e Jim lo ha seguito bene. Ogni volta che Corey canta, è proprio lui diamine. La voce e la convinzione di quest'uomo potrebbero vendere delle sostanze stupefacenti ad una monaca».
Musicalmente, il disco si discosta dal classico sound nu metal del gruppo in favore di sonorità heavy metal più vicine al thrash, al death e al groove.
Il disco è stato pubblicato nei formati CD, doppio LP, download digitale e in edizione speciale. Quest'ultima, a differenza delle precedenti tre, contiene tre bonus track e un DVD aggiuntivo che racchiude il making of dell'album.

## Tracce
1. .execute. – 1:49
2. Gematria (The Killing Name) – 6:02
3. Sulfur – 4:38
4. Psychosocial – 4:44
5. Dead Memories – 4:29
6. Vendetta – 5:16
7. Butcher's Hook – 4:15
8. Gehenna – 6:53
9. This Cold Black – 4:40
10. Wherein Lies Continue – 5:37
11. Snuff – 4:36
12. All Hope Is Gone – 4:48

Contenuti aggiuntivi nell'edizione speciale
- CD

1. Child of Burning Time – 5:10
2. Vermillion Pt. 2 (Bloodstone Mix) – 3:40
3. 'Til We Die – 5:46

- DVD

1. nine: The Making of All Hope Is Gone – 34:13

Live at Madison Square Garden - 2/5/2009 – CD bonus nella 10th Anniversary Edition
1. (sic) – 3:55
2. Eyeless – 4:15
3. Wait and Bleed – 2:44
4. Get This – 4:28
5. Before I Forget – 4:22
6. The Blister Exists – 6:37
7. Dead Memories – 4:03
8. Left Behind – 3:27
9. Disasterpiece – 5:09
10. Purity – 6:25
11. Everything Ends – 4:21
12. Psychosocial – 5:41
13. Duality – 5:25
14. People = S**t – 4:09
15. Surfacing – 4:48
16. Spit It Out – 7:34

## Formazione
- (#0) Sid Wilson – giradischi
- (#1) Joey Jordison – batteria, percussioni
- (#2) Paul Gray – basso
- (#3) Chris Fehn – percussioni, cori
- (#4) Jim Root – chitarra
- (#5) Craig Jones – tastiera, campionatore
- (#6) Shawn Crahan – percussioni, cori
- (#7) Mick Thomson – chitarra
- (#8) Corey Taylor – voce

## Classifiche
| Classifica (2008)          | Posizione massima |
| -------------------------- | ----------------- |
| Australia                  | 1                 |
| Austria                    | 2                 |
| Belgio (Fiandre)           | 5                 |
| Belgio (Vallonia)          | 8                 |
| Canada                     | 1                 |
| Danimarca                  | 4                 |
| Europa                     | 1                 |
| Finlandia                  | 1                 |
| Francia                    | 3                 |
| Germania                   | 2                 |
| Italia                     | 3                 |
| Norvegia                   | 3                 |
| Nuova Zelanda              | 1                 |
| Paesi Bassi                | 6                 |
| Portogallo                 | 7                 |
| Regno Unito                | 2                 |
| Regno Unito (rock & metal) | 1                 |
| Spagna                     | 9                 |
| Stati Uniti                | 1                 |
| Stati Uniti (alternative)  | 1                 |
| Stati Uniti (hard rock)    | 1                 |
| Stati Uniti (rock)         | 1                 |
| Stati Uniti (tastemaker)   | 2                 |
| Svezia                     | 1                 |
| Svizzera                   | 1                 |